# Alfred Czermiński
Alfred Czermiński (ur. 26 lipca 1923 w Jeżewie, zm. 19 grudnia 2011 w Gdyni) – profesor nauk ekonomicznych w zakresie nauk o zarządzaniu. Uważany jest za „jednego z prekursorów nauki o organizacji i zarządzaniu w powojennej Polsce”.

## Życiorys
W czerwcu 1960 obronił doktorat na Wydziale Morskim Wyższej Szkoły Ekonomicznej w Sopocie (promotorem pracy pt. Płace w przetwórstwie rybnym był prof. Józef Kulikowski). Od początku swojej działalności naukowej związany z Wydziałem Zarządzania Uniwersytetu Gdańskiego, gdzie pełnił m.in. funkcję dziekana oraz utworzył Instytut Organizacji i Zarządzania. Był twórcą pierwszej niepublicznej szkoły wyższej w województwie pomorskim – Wyższej Szkoły Administracji i Biznesu w Gdyni. Był jednym z pionierów nauki o organizacji i zarządzaniu w Polsce. Był honorowym członkiem Komitetu Nauk Organizacji i Zarządzania PAN.
W trakcie swojej 44-letniej kariery nauczyciela akademickiego wypromował 51 doktorów, z których 4 osiągnęło status profesora tytularnego, a 5 doktora habilitowanego.
16 października 2003, otrzymał tytuł doktora honoris causa Uniwersytetu Gdańskiego.

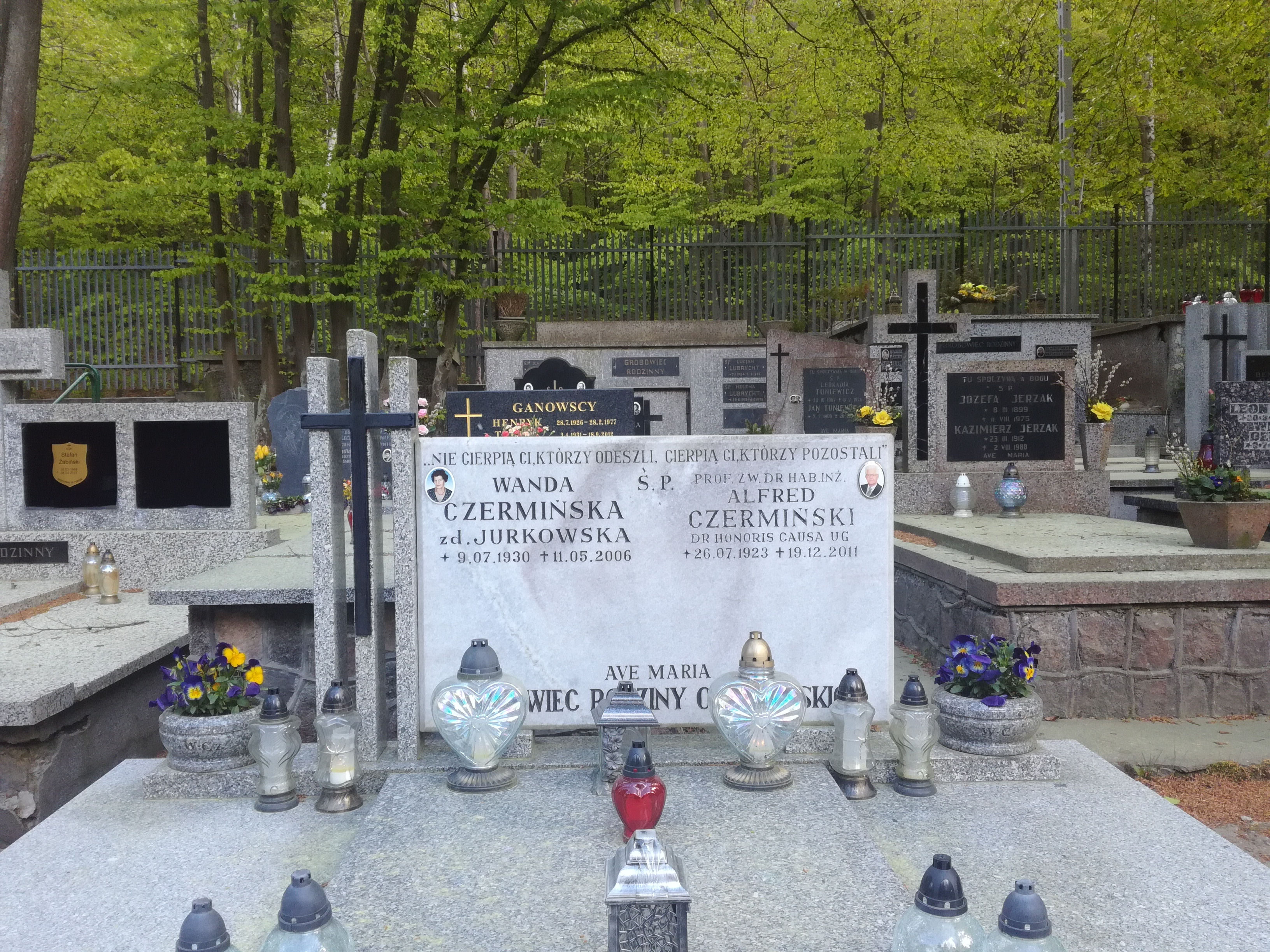
Grób profesora Alfreda Czermińskiego na cmentarzu Witomińskim

Został pochowany na cmentarzu Witomińskim w Gdyni (kwatera 51-20-12).

## Wybrane publikacje
- Jerzy Apanowicz, Alfred Czermiński, M. Czerska, Bogdan Nogalski, R. Rutka: Zarządzanie organizacjami. TNOiK, 2002. ISBN 83-7285-052-6. Brak numerów stron w książce
- A. Czermiński, J. Czermiński, A. Łastowska  Teoria i praktyka podejmowania decyzji kierowniczych
- A. Czermiński, H. Czubasiewicz Teoria i praktyka podejmowania decyzji, Uniwersytet Gdański, 1985
- A. Czermiński, M. Czerska, B. Nogalski, R. Rutka Organizacja i zarządzanie
- A. Czermiński, J. Jamroga, R. Rutka Organizacja i Zarządzanie

## Ordery i odznaczenia
- Krzyż Kawalerski Orderu Odrodzenia Polski
- Krzyż Komandorski Orderu Odrodzenia Polski
- Krzyż Partyzancki
- Odznaka Grunwaldzka